# Camdeboo

Gemeindegebiet bis 2016

Wappen der Gemeinde

Camdeboo war eine Gemeinde (Local Municipality) im Distrikt Sarah Baartman (ehemals Cacadu), Provinz Ostkap in Südafrika. Auf einer Fläche von 7.230 km² lebten 50.993 Einwohner (Stand 2011). Sitz der Gemeindeverwaltung war Graaff-Reinet.
2016 wurde die Gemeinde Teil der neugebildeten Gemeinde Dr Beyers Naudé, deren Verwaltungssitz ebenfalls Graaff-Reinet ist.
Der Gemeindename Camdeboo ist abgeleitet von einem phonetisch ähnlichen Khoikhoi-Wort für „grünes Tal“. Das Gebiet beschrieb Hendrik Swellengrebel 1776 als: „ein dreieckiges Stück Land begrenzt im Norden durch eine Felswand, im Süden durch steinige, baumbedeckte Hügel, auf der anderen Seite liegt Aberdeen und die Spitze des Dreiecks bei Bruintjieshoogte“.

## Städte/Orte
- Aberdeen
- Graaff-Reinet
- Kroonvale
- Lotusville
- Nieu-Bethesda
- Thembalesizwe
- Tjoksville
- uMasizakhe